# 麗江三義空港
麗江三義国際空港（簡体字中国語: 丽江三义国际机场）は、中華人民共和国雲南省麗江市に位置する空港である。麗江空港と略される。

## 概要
第二次世界大戦中に軍用目的で建設された。世界遺産（文化）でもある観光地の麗江への玄関口の一つとなっている。
標高が高いため、ボーイング737型機などの小型旅客機しか発着不可。

## 就航路線

### 国内線
- 中国国際航空 : 北京/首都、昆明、成都
- 中国東方航空 : 上海/虹橋、昆明、成都、景洪
- 中国南方航空 : 広州、昆明、重慶
- 中国西部航空 : 重慶
- 北京首都航空 : 昆明
- 深圳航空 : 深圳
- 四川航空 : 昆明、成都、重慶
- 廈門航空 : 廈門、杭州、桂林
- 吉祥航空 : 武漢

### 国際線
- マンダリン航空 : 台北/桃園 [1]
- タイガーエア : シンガポール（2013年10月29日から就航開始予定[2]）